# Veit Dennert (Unternehmen)
Die Veit Dennert KG ist ein Unternehmen für Systembaustoffe und massive Fertighäuser. Die Firmenzentrale ist im fränkischen Schlüsselfeld, zwischen Nürnberg und Würzburg, gelegen. An fünf weiteren Standorten bundesweit werden Fertigprodukte hergestellt. Die Veit Dennert KG mit Tochtergesellschaften hat insgesamt 650 Beschäftigte. 

## Geschichte
Mit der Gründung eines Baustoffhandels im Jahr 1933 legte der Schlüsselfelder Unternehmer Veit Dennert den Grundstein der heutigen Dennert Unternehmensgruppe. Kurz nach dem Zweiten Weltkrieg wurde der Handelsbetrieb aus Mangel an Baumaterialien eingestellt und die Herstellung aufgebaut. In den 1950er Jahren startete Veit Dennert mit seinem Sohn Heinz Dennert die Entwicklung eines Bauteilesystems für Bauherren. Mit der Gründung der Dennert Massivhaus GmbH im Jahr 1998 wurden massive Fertighäuser in das Produktfolio aufgenommen. 1999 wurde das erste Icon-Haus nach dem Vorbild der Automobilindustrie gefertigt. 2001 erfolgte die Inbetriebnahme der Alfa-Haus-Produktionsanlage. Im gleichen Jahr wurde die Dennert Poratec GmbH gegründet, welche ein System von Dämmstoffplatten, basierend auf Kalk, Zement und Quarzstein am Fertigungsstandort Trosdorf herstellt. Seit dem Jahr 2014 wird mit Aeropor ein wasserabweisender Leichtzuschlagstoff für Kosmetik-, Pharma- und Baubranche produziert und vertrieben.
Geschäftsführer sind die Brüder Frank Dennert und Dr. Veit Dennert sowie Dirk Denter.

## Unternehmensstruktur
Die Unternehmensgruppe Dennert setzt sich aus der Veit Dennert KG mit den Töchtern
- Aeropor GmbH
- Aeropor Materials GmbH
- Dennert Baustoffwelt GmbH & Co. KG,
- Dennert Massivhaus GmbH und
- Dennert Projekteins GmbH
- Dennert Poratec GmbH

zusammen. Der Vertrieb erfolgt über rund 100 selbstständige Handelsvertreter sowie Vertriebspartner europaweit.

## Produkte
- Deckensysteme
- Schornsteinsysteme
- Treppen
- Fertigkeller
- Wandbaustoffe
- Systembaustoffe
- Bausatzhäuser
- Wärmedämmverbundsystem
- Mineralschaumplatte
- Massive Fertighäuser
- mineralischer und geschlossenporiger Leichtzuschlag

## Auszeichnungen
- 2008: Top Job[1]
- 2010: Top 100, Innovation des Jahres „Dennert DX-Therm“ Deckenheizsystem[2][3]
- 2013–2017: Focus Money: „Fairster Massivhausanbieter“
- 2017: German Brand Award Special für herausragende Markenführung Icon